# São Bernardo (Aveiro)
São Bernardo ist eine Gemeinde (Freguesia) im portugiesischen Kreis Aveiro. In ihr leben 5273 Einwohner (Stand 19. April 2021).